# Kōdōha

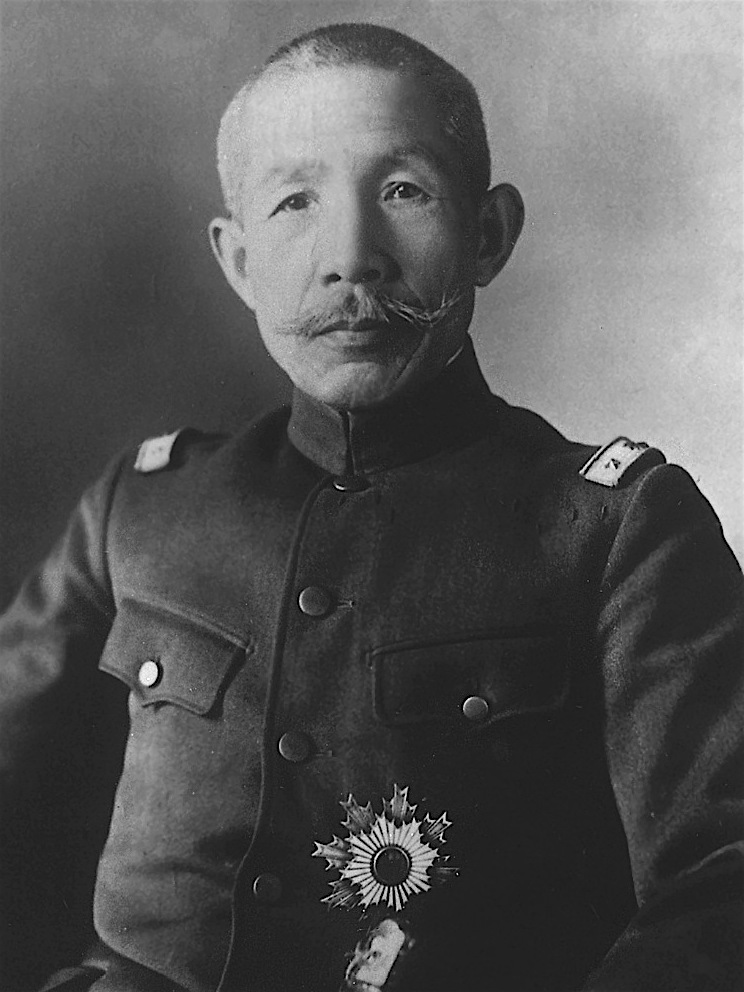
El General Sadao Araki fue el fundador y líder de Kodoha

La Facción del Camino Imperial o Kōdōha (皇道派?) fue una facción política dentro del Ejército Imperial Japonés, activa en los años veinte y treinta del siglo XX, principalmente apoyada por oficiales jóvenes, que pretendía establecer un gobierno militar, y promovía ideales totalitarios, militaristas y expansionistas. Nunca organizó un partido político y no tuvo un papel oficial dentro del Ejército.

## Antecedentes
El crecimiento económico que disfrutó Japón durante el fin de la I Guerra mundial finalizó a finales de la década del 20 con la crisis financiera Shōwa. La agitación social aumentó con la polarización y desigualdad de la sociedad, con tráfico de menores y con los sindicatos cada vez mayormente influenciados por el socialismo, el comunismo y el anarquismo, mientras que los líderes industriales y financieros de Japón, continuaron teniendo poder adquisitivo a través de sus conexiones con los políticos y los burócratas. Los militares eran considerados “limpios” en términos de corrupción política, y los elementos dentro del ejército estaban determinados a tomar acciones directas para eliminar las amenazas percibidas para Japón, creadas por las debilidades de la democracia liberal y la corrupción política.

## Orígenes

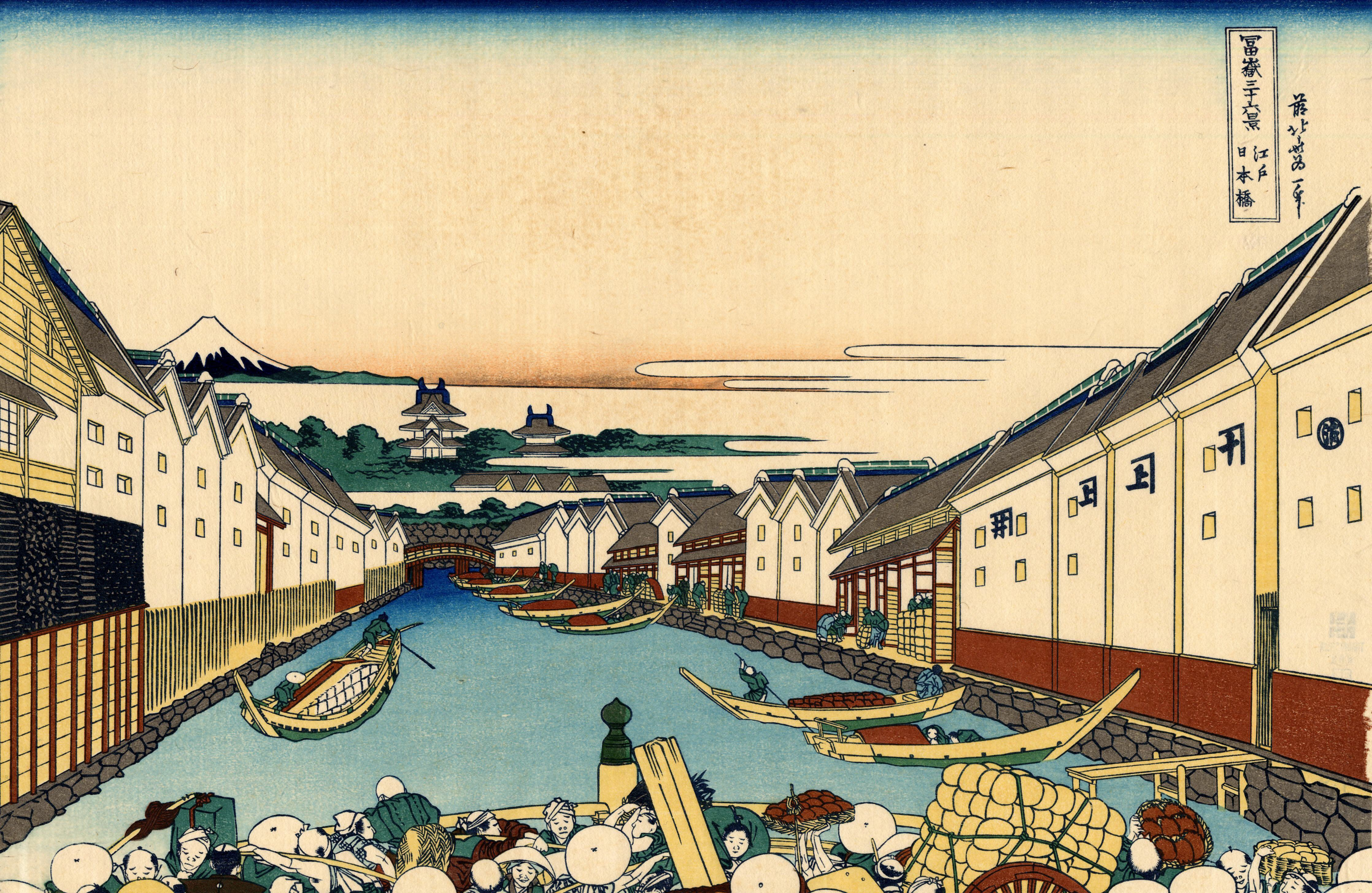
Kōdōha pretendía regresar a un idealizado Japón pre-industrializado y preoccidentalizado.

El fundador del Kōdōha fue Sadao Araki y su protegido Jinzaburō Masaki. Araki fue un notable filósofo político dentro del Ejército, quien unió las antiguas ideas del Bushido (Código de los Samurai) con ideas similares al Fascismo europeo para formar las bases ideológicas de su filosofía, en donde se unía al Emperador, el Pueblo, la Tierra y la Moral como una e indivisible.
El Kōdōha tenía la visión de retornar a un idealizado Japón preindustrializado y preoccidentalizado, en el cual el estado fuera purgado de burócratas corruptos, políticos oportunistas y de codiciosos capitalistas zaibatsu. El Estado volvería a estar a cargo directamente del Emperador Hirohito en una “Restauración Showa” con ayuda de los militares. En el plano interno, éste retornaría a los valores tradicionales japoneses, y en el ámbito exterior, la guerra con la Unión Soviética no es sólo inevitable, sino que necesaria para eliminar la amenaza planteada por el comunismo. En una conferencia de prensa en septiembre de 1932, Araki menciona por primera vez la palabra "Kōdōha" (El Camino Imperial), nombre que recibió popularmente el movimiento.
Araki es nombrado Ministro de Guerra en el gabinete del primer ministro Inukai en 1931, mientras que Maziki es nombrado Jefe del Estado Mayor del Ejército Imperial Japonés. Ambos comenzaron a quitar a los seguidores del general rival Kazushige Ugaki de importantes puestos en el Ministerio y en el Estado General. Mientras que Ugaki fue presionado para modernizar militarmente en términos de materiales y tecnología, Araki y sus seguidores argumentaron que el entrenamiento espiritual, o élan, del Ejército era más importante.

## Oposición

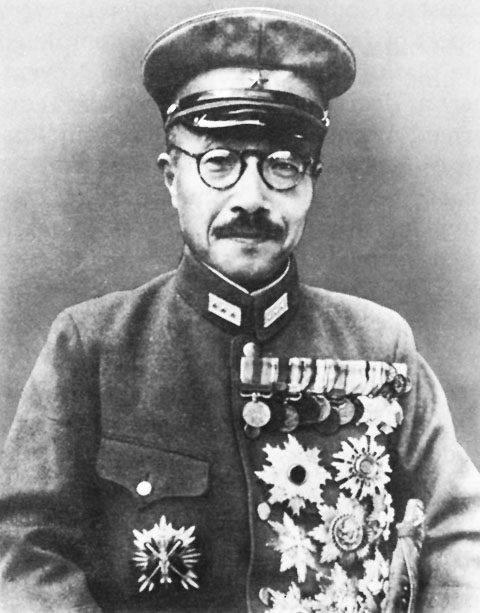
Hideki Tōjō fue el líder de Toseiha y, posteriormente, primer ministro de Japón durante la Segunda Guerra Mundial

Tetsuzan Nagata e Hideki Tōjō crearon el grupo Tōseiha, una amplia facción unida sobre todo por su oposición a Araki y su Kōdōha.
Fundamental en ambos bandos era la creencia común de que la defensa nacional debía ser fortalecida a través de una reforma política nacional. Ambas facciones adoptaron ideas de la filosofía política del totalitarismo, fascismo y del socialismo estatista, poseyendo también un fuerte escepticismo sobre los partidos políticos y la democracia representativa. 
A pesar de lo anterior, las diferencias recaían en que, a diferencia del carácter confrontacional del Kodoha, que buscaba hacer una revolución, el Toseiha anticipó que una futura guerra sería una Guerra Total, por lo que se requeriría de la cooperación de la burocracia y de los Zaibatsu para maximizar la capacidad industrial y militar del Japón. Junto con eso, Kodoha apoyaba firmemente la estrategia de un ataque preventivo contra la Unión Soviética, el Toseiha estaba a favor de una más cautelosa expansión defensiva.

## Declive

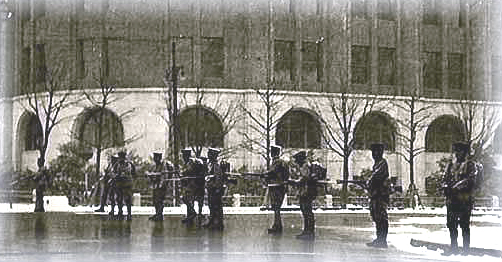
Tropas ocupando el área de Nagata-chō en Tokio durante el Incidente del 26 de febrero

Después del Incidente de Manchuria, las dos camarillas lucharon entre sí por el dominio del Ejército. Kodoha dominó inicialmente, sin embargo, después de la renuncia de Araki en 1934 por motivos de salud, su grupo sufrió un declive en su influencia. Araki fue reemplazado por el general Senjuro Hayashi, el cual era simpatizante de Toseiha.
En noviembre de 1934, un complot de oficiales del ejército leales a Kodoha para asesinar a importantes políticos fue descubierto antes de que pudiera ser implementado. La facción Toseiha forzó la renuncia de Mazaki de su puesto de inspector general de Educación Militar (la tercera posición más poderosa en la Jerarquía del Ejército Japonés) por su complicidad en el complot, junto con la degradación de otros tres mil oficiales.
Como represalia, un oficial leal a Kodoha, Saburo Azaiwa, asesinó al líder de Toseiha, el general Tetsuzan Nagata en el Incidente de Aizawa. El Tribunal Militar de Aizawa fue llevado a cabo bajo la jurisdicción de la Primera División de Infantería en Tokio, cuyo comandante, el general Heisuke Yanagawa, era un seguidor de Araki. El juicio se convirtió así en un vehículo para que Kodoha pudiera denunciar a Toseiha, convirtiendo a Azaiwa en un desinteresado patriota, mientras que Nagata quedó como un intrigador sin principios y loco por el poder.
En el clímax del juicio a Aizawa, con el fin de reducir las tensiones en el área de Tokio, la Primera División de Infantería fue ordenada de Tokio a Manchuria. En su lugar, esto provocó que la situación se agrave aún más, pues Kodoha decidió que ya era tiempo para la acción directa, respaldando a la Primera División de Infantería en un intento de Golpe de Estado. El fracaso del este Incidente el 26 de febrero de 1936, dio lugar a una purga casi total de los miembros de Kodoha que estaban en posiciones privilegiadas en el ejército, además de la renuncia de su líder, Sadao Araki.
Así, luego del Incidente del 26 de febrero, Kodoha había efectivamente dejado de existir, y sin ésta, Toseiha no tenía mayor razón de ser. A pesar de que sus miembros ganaron el control del Ejército, los ideales de Kodoha sobre el poder espiritual y el misticismo imperial quedaron integrados en ésta, tal como su tradición de insubordinación de oficiales más jóvenes (gekokujo), resurgida con el estallido de la segunda guerra sino-japonesa en 1937.